# Parafia św. Jana Chrzciciela w Wachu
Parafia pw. Świętego Jana Chrzciciela w Wachu – parafia rzymskokatolicka należąca do dekanatu Kadzidło, diecezji łomżyńskiej, metropolii białostockiej. 
Erygowana w 1987 roku. Jest prowadzona przez księży diecezjalnych.

## Historia
Od 1 stycznia 1984 w Wachu funkcjonował samodzielny ośrodek duszpasterski. Parafię erygował 1 października 1987 biskup łomżyński Juliusz Paetz. Jednostkę wydzielono z parafii Kadzidło. 
Murowany kościół pw. św. Jana Chrzciciela wybudowano w latach 1981–1988 dzięki staraniom ks. J. Filipkowskiego i ks. J. Rogowskiego. Biskup Juliusz Paetz pobłogosławił kościół 23 kwietnia 1984.
Odpust obchodzony jest we wspomnienie św. Jana Chrzciciela.

## Zasięg parafii
W granicach parafii znajdują się miejscowości:
- Wach,
- Karaska,
- Olszyny.

## Proboszczowie
- ks. Stanisław Sutkowski (2004–2015)[2][3]
- ks. Karol Żochowski (2015–2022)[1][3]
- ks. Franciszek Bieńkowski (od 2022)